# Cmentarz wojenny w Bełdzie
Cmentarz wojenny w Bełdzie – wojskowy cmentarz żołnierzy niemieckich poległych w czasie I wojny światowej w okolicach wsi Bełda w powiecie grajewskim. Od 1987 roku obiekt figuruje w rejestrze zabytków. Na cmentarzu spoczywa ok. 400 żołnierzy niemieckich.